# A Question of Lust
A Question of Lust este o piesă a formației britanice Depeche Mode. Piesa a apărut pe albumul Black Celebration, în 1986.
1. 1 2  ISWC-Net, accesat în 30 noiembrie 2020